# Error del piloto
El Error del piloto es una de las causas más comunes de los accidentes aéreos en todo el mundo, esto después del vuelo controlado contra el terreno. Se refiere cuando sucede un accidente en el que una acción o decisión tomada por el piloto fue la causa o un factor que contribuyó al accidente, pero también incluye el hecho de que el piloto no haya tomado una decisión correcta o no haya tomado las medidas adecuadas.  Los errores son acciones intencionales que no logran los resultados previstos.  El Convenio de Chicago define el término cómo: 

"Accidente" como un suceso relacionado con la operación de una aeronave [...] en el que [...] una persona resulta mortal o gravemente herida [...] excepto cuando el o las lesiones son [...] infligidas por otras personas."

Por tanto, la definición de "error piloto" no incluye accidentes deliberados (y tales accidentes no se clasifican como accidentes).

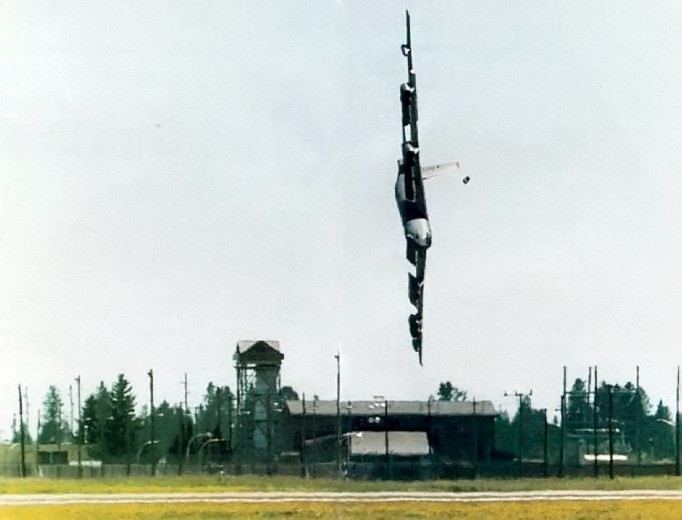
Accidente del B-52 en la Base de la Fuerza Aérea Fairchild en 1994, causado por volar la aeronave más allá de sus límites operativos. Aquí se ve el avión en un ladeo irrecuperable, una fracción de segundo antes del accidente. Este accidente se utiliza ahora en entornos de aviación militar y civil como caso de estudio para enseñar la gestión de recursos de la tripulación.

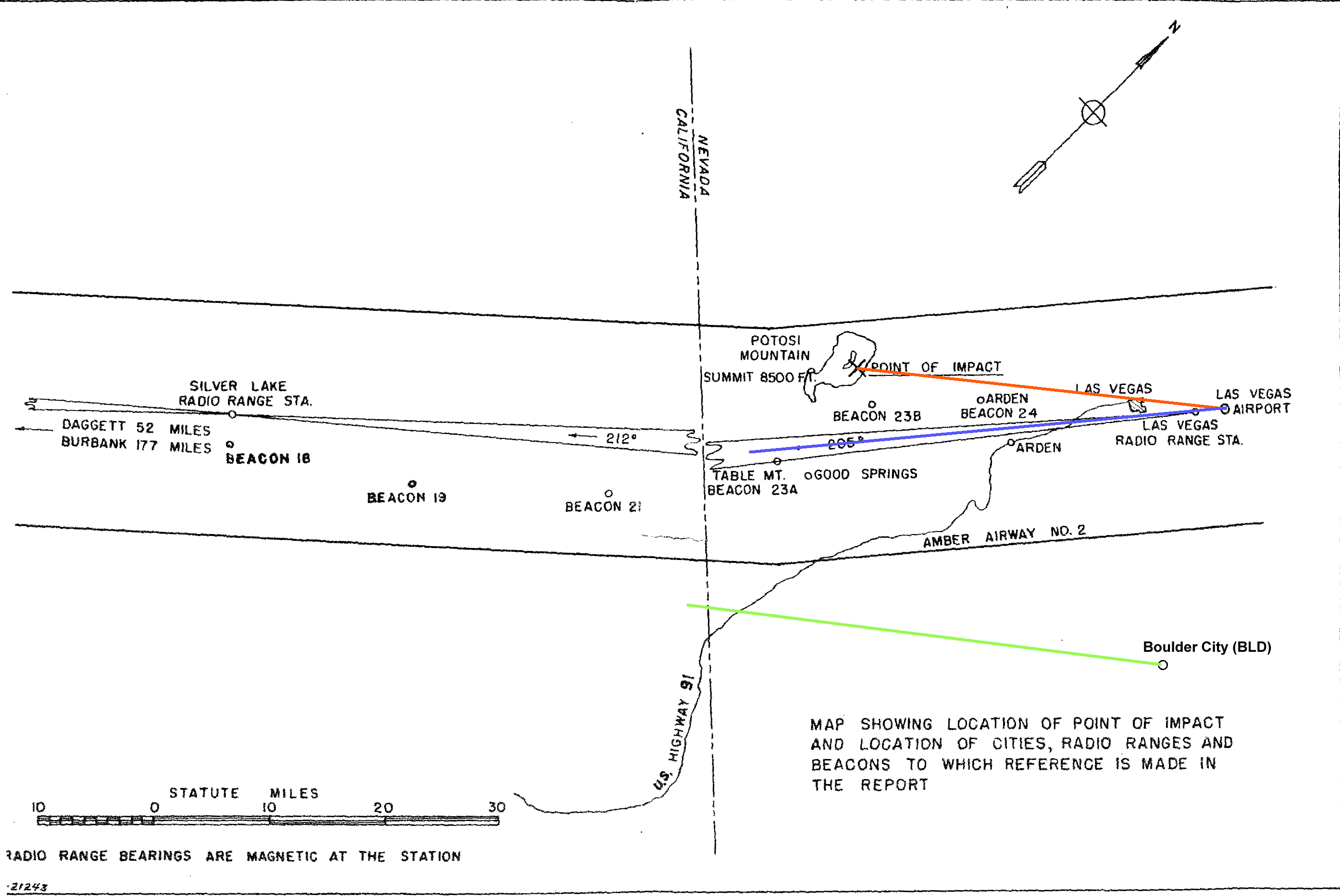
Ruta de vuelo real (rojo) del Vuelo 3 de TWA desde la salida hasta el punto del accidente (vuelo controlado contra el terreno). La línea azul muestra el campo nominal de Las Vegas, mientras que la verde es un campo típico de Boulder. El piloto utilizó sin darse cuenta el rumbo de salida de Boulder en lugar del rumbo apropiado de Las Vegas.

Las causas del error del piloto incluyen limitaciones humanas psicológicas y fisiológicas. Se han implementado varias formas de gestión de amenazas y errores en los programas de formación de pilotos para enseñar a los miembros de la tripulación cómo afrontar situaciones inminentes que surgen durante el transcurso de un vuelo. 

El Desastre aéreo en Tenerife es un ejemplo claro de error del piloto. Debido a varios malentendidos, el vuelo de KLM intentó despegar mientras el vuelo de Pan Am aún estaba en la pista. El aeropuerto fue bastante congestionado por un número inusualmente grande de aviones comerciales, lo que provocó la interrupción del uso normal de las calles de rodaje.

El altímetro de diseño de "tres puntas" es uno de los más propensos a ser mal interpretado por los pilotos (una causa del UA 389 y el accidente del BOAC Bristol Britannia de 1958

Actualmente, los investigadores de accidentes consideran que tener en cuenta la forma en que los factores humanos influyen en las acciones de los pilotos es una práctica estándar al examinar la cadena de acontecimientos que condujeron a un accidente.

## Descripción
Los investigadores de accidentes aéreos en la actualidad evitan las palabras "error del piloto", ya que el alcance de su trabajo es determinar la causa de un accidente, no determinar quien tuvo la culpa. Además, cualquier intento de incriminar a los pilotos no considera que formen parte de un sistema más amplio, que a su vez puede ser responsable de su fatiga, presión laboral o falta de capacitación. Por lo tanto, la Organización de Aviación Civil Internacional (OACI) y sus Estados miembros adoptaron el modelo de causalidad de James Reason en 1993 en un esfuerzo por comprender mejor las causas de los factores humanos en los accidentes de aviación.
Sin embargo, los errores de los pilotos son una de las principales causas de accidentes aéreos. En 2004, se identificó como la razón principal del 78,6% de los accidentes desastrosos de la aviación general (GA) y como la causa principal del 75,5% de los accidentes en los Estados Unidos. Hay múltiples factores que pueden causar un error del piloto; Los errores en el proceso de toma de decisiones pueden deberse a tendencias habituales, sesgos y a un fallo en el procesamiento de la información que llega. Para los pilotos de aviones, en circunstancias extremas, es muy probable que estos errores provoquen muertes.

## Causas
Los pilotos trabajan en entornos complejos y habitualmente están expuestos a grandes cantidades de estrés situacional en el lugar de trabajo, lo que induce a errores del piloto que pueden resultar en una amenaza para la seguridad del vuelo. Si bien los accidentes aéreos son poco frecuentes, son muy visibles y a menudo provocan un número importante de víctimas mortales. Por esta razón, la investigación sobre los factores causales y las metodologías para mitigar el riesgo asociado con el error del piloto es exhaustiva. El error del piloto resulta de limitaciones fisiológicas y psicológicas inherentes a los humanos. 

"Las causas del error del piloto incluyen fatiga, carga de trabajo y miedo, así como sobrecarga cognitiva , malas comunicaciones interpersonales , procesamiento imperfecto de la información y toma de decisiones defectuosa".

A lo largo de cada vuelo, las tripulaciones están intrínsecamente sometidas a una variedad de amenazas externas y cometer una serie de errores que tienen el potencial de impactar negativamente en la seguridad de la aeronave.

### Amenazas
El término "amenaza" se define como cualquier evento "externo que influencia en la tripulación de vuelo y provocara aumentar la complejidad operativa en un vuelo". Las amenazas pueden dividirse además en amenazas medioambientales y amenazas aéreas. En última instancia, las amenazas medioambientales están fuera del alcance de los miembros de la tripulación y de la aerolínea, ya que no influyen en "las condiciones meteorológicas adversas, las deficiencias en el control del tráfico aéreo, los choques con aves y los terrenos elevados". Por el contrario, las amenazas de las aerolíneas no son manejables por la tripulación de vuelo, pero pueden ser controladas por la gerencia de la aerolínea. Estas amenazas incluyen "mal funcionamiento de las aeronaves, interrupciones en la cabina, presión operativa, errores, eventos en tierra, rampa de salida, eventos e interrupciones en la cabina, errores de mantenimiento en tierra e insuficiencia de manuales y gráficos".

### Errores
El término "error" se define como cualquier acción o inacción que conduzca a una desviación de las intenciones del equipo o de la organización. El error surge de las limitaciones humanas fisiológicas y psicológicas, como enfermedades, medicamentos, estrés, abuso de alcohol/drogas, fatiga, emociones, etc. El error es inevitable en los humanos y está relacionado principalmente con contratiempos operativos y de comportamiento. Los errores pueden variar desde una configuración incorrecta del altímetro y desviaciones del rumbo de vuelo, hasta errores más graves, como exceder las velocidades estructurales máximas u olvidarse de bajar los flaps de aterrizaje o despegue.

### Toma de decisiones
Las razones para los informes negativos de accidentes incluyen que el personal esté demasiado ocupado, formularios de ingreso de datos confusos, falta de capacitación y menor educación en el entrenamiento, falta de retroalimentación al personal sobre los datos reportados y culturas organizacionales punitivas.  Wiegmann y Shappell inventaron tres modelos cognitivos para analizar aproximadamente 4.000 factores piloto asociados con más de 2.000 percances de aviación de la Marina de los Estados Unidos. Aunque los tres modelos cognitivos tienen ligeras diferencias en los tipos de errores, los tres llevan a la misma conclusión: errores de juicio. Los tres pasos son errores en la toma de decisiones, el establecimiento de objetivos y la selección de estrategias, todos los cuales estaban altamente relacionados con accidentes primarios. Por ejemplo, el 28 de diciembre de 2014, el Vuelo 8501 de Indonesia AirAsia, que transportaba a siete miembros de la tripulación y 155 pasajeros, se estrelló en el mar de Java debido a varios errores fatales cometidos por el capitán en las malas condiciones climáticas. En este caso, el capitán optó por superar el régimen máximo de ascenso para un avión comercial, lo que le provocó una pérdida crítica de la que no pudo recuperarse.

## Gestión de amenazas y errores (TEM)
El TEM implica la detección y respuesta efectiva a factores internos o externos que tienen el potencial de degradar la seguridad de las operaciones de una aeronave. Métodos para enseñar la replicabilidad del estrés TEM o la confiabilidad del desempeño en situaciones recurrentes.  El TEM tiene como objetivo preparar tripulaciones con la "capacidad coordinativa y cognitiva para manejar sorpresas y anomalías tanto rutinarias como imprevistas". El resultado deseado de la formación TEM es el desarrollo de la "resiliencia". La resiliencia, en este contexto, es la capacidad de reconocer y actuar de manera adaptativa ante las perturbaciones que puedan surgir durante las operaciones de vuelo. La formación TEM se produce de diversas formas, con distintos niveles de éxito. Algunos de estos métodos de capacitación incluyen la recopilación de datos mediante la auditoría de seguridad de operaciones de línea (LOSA), la implementación de la gestión de recursos de la tripulación (CRM), la gestión de tareas de cabina (CTM) y el uso integrado de listas de verificación tanto en la aviación comercial como en la general . Algunos otros recursos integrados en la mayoría de los aviones modernos que ayudan a minimizar el riesgo y gestionar las amenazas y los errores son los sistemas de evitación y colisiones aéreas (ACAS) y los sistemas de alerta de proximidad al suelo (GPWS). Con la consolidación de los sistemas informáticos a bordo y la implementación de una formación adecuada de pilotos, las aerolíneas y los miembros de la tripulación buscan mitigar los riesgos inherentes asociados con los factores humanos.

### Auditoría de seguridad de operaciones de línea (LOSA)
El LOSA es un programa de observación estructurado diseñado para recopilar datos para el desarrollo y mejora de contramedidas a errores operativos. A través del proceso de auditoría, los observadores capacitados pueden recopilar información sobre los procedimientos normales, el protocolo y los procesos de toma de decisiones que emprenden las tripulaciones de vuelo cuando se enfrentan a amenazas y errores durante la operación normal. Este análisis basado en datos de la gestión de amenazas y errores es útil para examinar el comportamiento del piloto en relación con el análisis situacional. Proporciona una base para una mayor implementación de procedimientos de seguridad o capacitación para ayudar a mitigar errores y riesgos. Los observadores en vuelos que están siendo auditados normalmente observan lo siguiente:
- Amenazas potenciales a la seguridad
- Cómo abordan las amenazas los miembros de la tripulación
- Los errores que generan las amenazas
- Cómo los miembros de la tripulación gestionan estos errores (acción o inacción)
- Comportamientos específicos que se sabe están asociados con accidentes e incidentes de aviación.

El LOSA fue desarrollado para ayudar en las prácticas de gestión de recursos de la tripulación a reducir el error humano en operaciones de vuelo complejas. LOSA produce datos beneficiosos que revelan cuántos errores o amenazas se encuentran por vuelo, el número de errores que podrían haber resultado en una amenaza grave a la seguridad y la corrección de la acción o inacción de la tripulación. Estos datos han demostrado ser útiles en el desarrollo de técnicas de CRM y en la identificación de qué cuestiones deben abordarse en la formación. 

### Gestión de recursos de tripulación (CRM)
El CRM es el "uso efectivo de todos los recursos disponibles por parte de individuos y tripulaciones para cumplir de manera segura y efectiva una misión o tarea, así como también identificar y gestionar las condiciones que conducen a errores". La capacitación CRM se ha integrado y es obligatoria para la mayoría de los programas de capacitación de pilotos, y ha sido el estándar aceptado para desarrollar habilidades en factores humanos para tripulaciones aéreas y aerolíneas. Aunque no existe un programa CRM universal, las aerolíneas suelen personalizar su formación para adaptarla mejor a las necesidades de la organización. Los principios de cada programa suelen estar estrechamente alineados. Según la Marina de los Estados Unidos, existen siete habilidades críticas de CRM: 
- Toma de decisiones: el uso de la lógica y el juicio para tomar decisiones basadas en la información disponible.
- Asertividad: voluntad de participar y expresar una posición determinada hasta que los hechos lo convenzan de que otra opción es más correcta.
- Análisis de la misión: capacidad para desarrollar planes de contingencia a corto y largo plazo.
- Comunicación: envío y recepción clara y precisa de información, instrucciones, comandos y comentarios útiles.
- Liderazgo: capacidad para dirigir y coordinar actividades de pilotos y miembros de la tripulación.
- Adaptabilidad/flexibilidad: capacidad de alterar el curso de acción debido a situaciones cambiantes o la disponibilidad de nueva información.
- Conciencia situacional: capacidad de percibir el entorno en el tiempo y el espacio y comprender su significado.

Estas siete habilidades constituyen la base fundamental para una coordinación eficaz de la tripulación aérea. Con el desarrollo y uso de estas habilidades básicas, las tripulaciones de vuelo "destacan la importancia de identificar los factores humanos y la dinámica del equipo para reducir los errores humanos que conducen a contratiempos en la aviación"

#### Aplicación y eficiencia de CRM
Desde la implementación de CRM alrededor de 1979, tras la necesidad de una mayor investigación sobre la gestión de recursos por parte de la NASA, la industria de la aviación ha visto una enorme evolución en la aplicación de los procedimientos de capacitación de CRM.  Las aplicaciones de CRM se han desarrollado en una serie de generaciones:
- Primera generación: enfatizó la psicología individual y las pruebas, donde se podían hacer correcciones al comportamiento.
- Segunda generación: presentó un cambio de enfoque hacia la dinámica de grupo en la cabina.
- Tercera evolución: diversificación del alcance y énfasis en la formación de las tripulaciones sobre cómo deben funcionar tanto dentro como fuera de la cabina.
- Cuarta generación: Procedimiento integrado de CRM en la formación, permitiendo a las organizaciones adaptar la formación a sus necesidades.
- Quinta generación (actual): reconoce que el error humano es inevitable y proporciona información para mejorar los  estándares de seguridad.[22]

Actualmente, el CRM se implementa a través de sesiones de capacitación de pilotos y tripulaciones de vuelo, simulaciones y mediante interacciones con personal de alto rango e instructores de vuelo, como vuelos informativos y de información. Aunque es difícil medir el éxito de los programas CRM, los estudios han sido concluyentes en cuanto a que existe una correlación entre los programas CRM y una mejor gestión de riesgos.

### Gestión de tareas de cabina (CTM)

Aquí se pueden obtener múltiples fuentes de información desde una interfaz, conocida como PFD o pantalla de vuelo principal desde la cual los pilotos reciben todas las lecturas de datos más importantes de la aeronave

La gestión de tareas de cabina (CTM) es la actividad de nivel de gestión que realizan los pilotos cuando inician, monitorean, priorizan y finalizan tareas de cabina. Una 'tarea' se puede definir como un proceso realizado para lograr un objetivo (es decir, volar a un punto de ruta, y descender a una altitud deseada). La capacitación CTM se centra en enseñar a los miembros de la tripulación cómo manejar tareas simultáneas para obtener su atención. Esto incluye los siguientes procesos:
- Inicio de la tarea: cuando existen las condiciones apropiadas

Monitoreo de tareas: evaluación del progreso y el estado de las tareas
- Priorización de tareas: en relación con la importancia y urgencia de la seguridad
- Asignación de recursos: asignación de recursos humanos y mecánicos a tareas que deben completarse
- Interrupción de tareas: suspensión de tareas de menor prioridad para que los recursos se asignen a tareas de mayor prioridad
- Reanudación de tareas: continuar con tareas previamente interrumpidas
- Finalizacion de la tarea: la finalización o terminación de tareas

La necesidad de formación en CTM es el resultado de la capacidad de las instalaciones de atención humana y las limitaciones de la memoria de trabajo. Los miembros de la tripulación pueden dedicar más recursos mentales o físicos a una tarea particular que exige prioridad o requiere la seguridad inmediata de la aeronave. El CTM se ha integrado a la formación piloto y va de la mano con CRM. Algunos sistemas operativos de aeronaves han logrado avances para ayudar a CTM al combinar indicadores de instrumentos en una sola pantalla. Un ejemplo de esto es un indicador de actitud digital, que muestra simultáneamente al piloto el rumbo, la velocidad del aire, la velocidad de descenso o ascenso y una gran cantidad de otra información pertinente. Implementaciones como estas permiten a las cuadrillas recopilar múltiples fuentes de información de manera rápida y precisa, lo que libera capacidad mental para concentrarse en otras tareas más importantes.

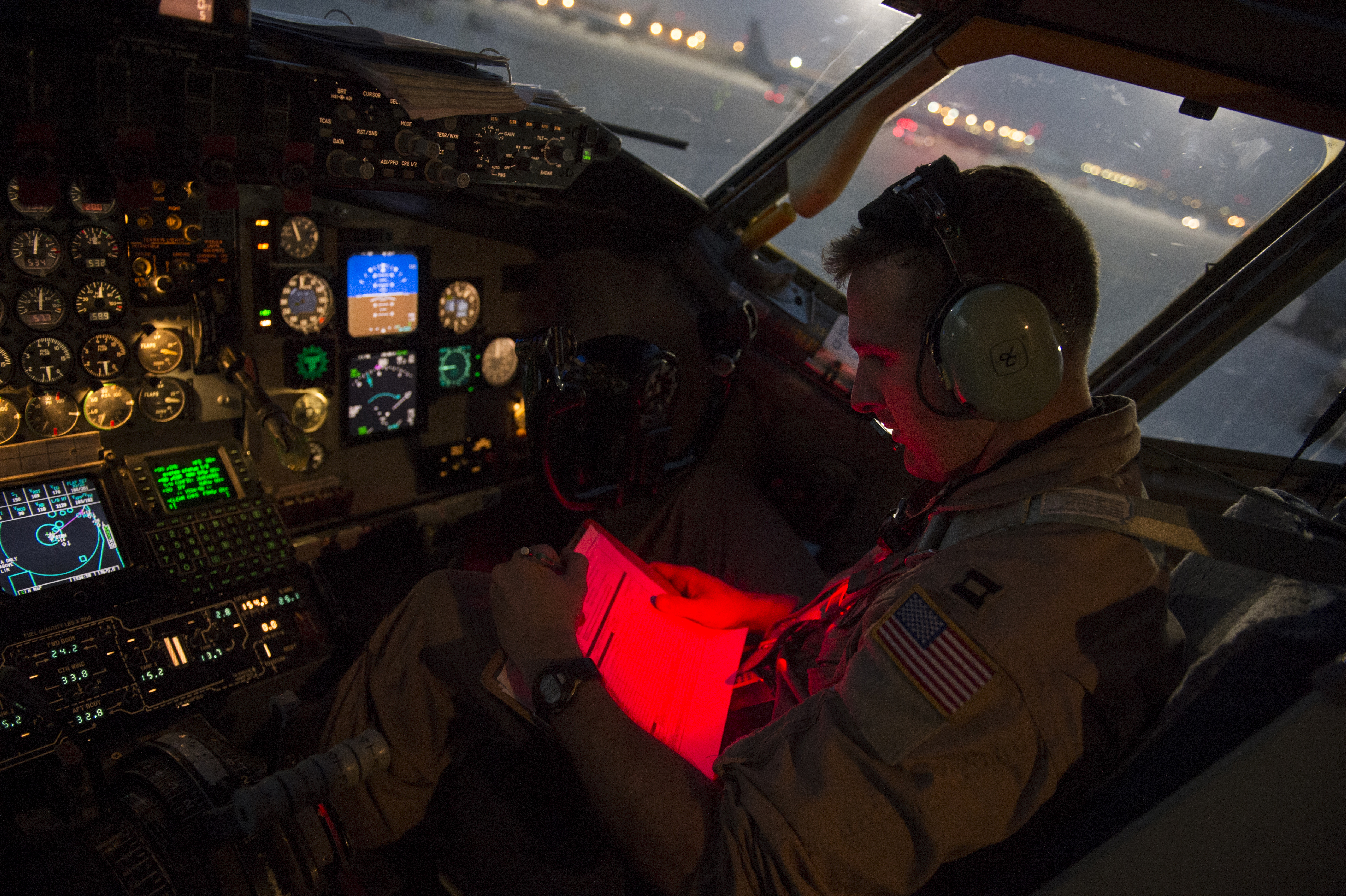
Un piloto militar leyendo una lista de verificación previa al vuelo antes de la misión. Las listas de verificación garantizan que los pilotos puedan seguir los procedimientos operativos y ayudan en la recuperación de la memoria.

### Lista de verificación
El uso de listas de verificación antes, durante y después de los vuelos ha tenido una fuerte presencia en todo tipo de aviación como medio para gestionar errores y reducir la posibilidad de riesgos. Las listas de verificación están altamente reguladas y consisten en protocolos y procedimientos para la mayoría de las acciones requeridas durante un vuelo. Los objetivos de las listas de verificación incluyen "recuperación de la memoria, estandarización y regulación de procesos o metodologías".  El uso de listas de verificación en la aviación se ha convertido en una práctica estándar de la industria, y completar listas de verificación de memoria se considera una violación del protocolo y un error del piloto. Los estudios han demostrado que el aumento de los errores de juicio y la función cognitiva del cerebro, junto con los cambios en la función de memoria, son algunos de los efectos del estrés y la fatiga.  Ambos son factores humanos inevitables que se encuentran en la industria de la aviación comercial. El uso de listas de verificación en situaciones de emergencia también contribuye a la resolución de problemas y al examen inverso de la cadena de eventos que pueden haber llevado al incidente o accidente en particular. Además de las listas de verificación emitidas por organismos reguladores como la FAA o la OACI, o las listas de verificación elaboradas por los fabricantes de aviones, los pilotos también cuentan con listas de verificación cualitativas personales destinadas a garantizar su aptitud y capacidad para volar la aeronave. Un ejemplo es la lista de verificación IM SAFE (enfermedad, medicación, estrés, alcohol, fatiga/comida, emoción) y una serie de otras evaluaciones cualitativas que los pilotos pueden realizar antes o durante un vuelo para garantizar la seguridad de la aeronave y de los pasajeros. Estas listas de verificación, junto con una serie de otras redundancias integradas en la mayoría de los sistemas de operación de aeronaves modernas, garantizan que el piloto permanezca alerta y, a su vez, apunta a reducir el riesgo de error del piloto.